# Eriochloa contracta
Eriochloa contracta är en gräsart som beskrevs av Albert Spear Hitchcock. Enligt Catalogue of Life ingår Eriochloa contracta i släktet Eriochloa och familjen gräs, men enligt Dyntaxa är tillhörigheten istället släktet Eriochloa och familjen gräs. Arten har ej påträffats i Sverige. Inga underarter finns listade i Catalogue of Life.